# Gyula-barlang
A Gyula-barlang az egyik olyan andezitbarlang, amely a Mátra hegységben található. Régészeti leletek kerültek elő belőle.

## Leírás
Mátraszentimrén, a Csörgő-patak völgyében, a Vándor-forrástól kb. 700–800 m-re ÉK-re található. Út és csapás nélkül a völgyben, a patakmedret követve érhető el a völgynek az a szélesebb terasza, amelynek ÉNy-i részén nyílik a barlang.
Bejárata 7 m széles és 2,3 m magas. Befelé egyetlen nagyobb fülke következik, amely 3,6 m hosszú és 2,3–2,7 m magas. Kb. gömbnegyed formájú. Andezitlávában keletkezett hólyagbarlang (szingenetikus barlangfajta), melyet keletkezésekor forró oldatok töltöttek ki.
1976-ban volt először Gyula-barlangnak nevezve a barlang az irodalmában.

## Ásatások
A barlang első megásatása
Eszterhás Istvánék a Csörgő-patak völgyében levő Gyula-barlang fellelésekor azonnal arra gondoltak, hogy ezt a barlangot vadászó őseink nem hagyhatták ki. A barlang a völgy aránylag szélesebb sík teraszára néz és 7×2,5 m-es bejáratát egyetlen beöblösödés követi. 1990. július 13-án két próbagödröt mélyítettek a barlang aljába. Ezek három réteget tártak fel. A felső, 37 cm mély köves-törmelékes fekete szintet, ezt egy 2–3 cm-es sárgásvörös réteg követi, majd a szálkőfenékig 10–50 cm vastag, homogén, fekete, morzsalékos kitöltés következik. A leleteket a felső, 37 cm-es szintben sikerült találni. Ezeknek három csoportja volt, állatcsontok, kerámiatöredékek, kőpattintékok.
Négy állatmaradvány került elő, egy metszőfogtöredék, egy kisméretű végtagcsont, egy égetett, nagyobb méretű végtagcsont töredéke és egy lapos csontszilánk. E leletekről semmiféle visszajelzést nem kaptak, maguk pedig nem tudták meghatározni ezeket. A 29 db cseréptöredékről Szabó J. József, az egri megyei múzeum régésze azt írta, hogy a kerámiatöredékek, az egyik bütyökdíszes és késő bronzkori darab kivételével középkoriak, de azon belül nagyon különböző századokat képviselnek. Valószínűleg 12–13. századiak a fehér anyagú, csigavonalas díszítésű, illetve szürke színű, sűrűn bekarcolt párhuzamosokkal díszített darabok. A mély hornyokkal tagolt, vékony falú darabok pedig 15. századiak. A sávos, vörös festésű darabok pedig mind a két időszakban előfordulnak.
A kőpattintékokról szakember még nem nyilatkozott. Köztük van kettő, néhány cm-es vörös színű, kemény, szilikátos anyagú penge, amelyeknek anyaga a helyszínen idegen. Valamint találtak néhány érdekes alakú helyi andezitkövet, a gyufásdoboz nagyságútól az ökölnyiig, amelyek akár szerszámként is használhatók lehettek, de valószínűbb, hogy csak a véletlen alakította ki formájukat. A fentebb említett összes leletet kísérőjegyzékkel, rétegmintákkal, a helyszín leírásával, barlangtérkép-vázlattal elküldték a területileg illetékes Mátra Múzeumnak, ahonnan csak az Egerbe továbbított kerámiákról kaptak visszajelzést. A leletek mellé elküldött kísérőjegyzék nem tartalmazott több adatot annál az anyagnál, mint amely az Alba Regia Barlangkutató Csoport Évkönyvébe is bekerült. Az évkönyvbe írt tanulmányhoz azonban mellékelve lettek a leletekről készült fekete-fehér fényképek is.
A második ásatás menete
A Magyar Karszt- és Barlangkutató Társulat Vulkánszpeleológiai Kollektívájának táborában, amely a Mátrában, a Vándor-forrás mellett lett megtartva 1998. május 30. és 1998. június 1. között, sor került a Gyula-barlang részbeni régészeti és paleontológiai feltárására. A tábort Eszterhás István vezette, az ásatás irányítója Szenti Tamás volt. A feltárásban jelentős mértékben működött közre Szebeni Erzsébet. A kutatást a Bükki Nemzeti Park Igazgatóság engedélyével (Üisz: 22-20/1998) és neves szakemberek bevonásával szervezték meg.
Az ásatásra az egyéb elfoglaltságok miatt csak egy nap lett szánva. Az ásatási gödör mérete 150×85 cm volt. A munka a barlang ásatásra kijelölt területének megtisztításával kezdődött. A fatuskók, kőtömbök, avar és szemét kihordásával. Csak a felső, kb. 35 cm-es talajréteget kutatták át, mivel a próbaásatások során már megbizonyosodott, hogy ez a kitöltés kultúrszintje. Éppen ezért rétegmintákat sem gyűjtöttek. Nem használtak szitát, csak a szemükre hagyatkoztak. A próbaásatás során rétegminták lettek gyűjtve. A leletek nagyon elkülönülten, össze-vissza helyezkedtek el, a helyzetükből nem lehetett megállapítani régészeti szinteket. Azt még nem lehetett megállapítani, hogy mi lehet az oka a barlangtalaj bolygatottságának. Valószínűleg ez emberi beavatkozás következménye, de a barlang előtt folyó patak régi, nagy áradásainak is jelentős szerepe lehetett ebben.
A leletanyag feldolgozása
Csontok: Az előkerült 2 darab csontot Kordos László, a Magyar Állami Földtani Intézet munkatársa határozta meg. Találtak egy Suinae-fogat, de ebből az egy fogból nem lehet meghatározni, hogy házisertés-fog vagy vaddisznófog. Egy darab kisragadozó, valószínűleg menyét végtagcsont. A recens leletek minden bizonnyal természetes úton kerültek a lelőhelyre. A leletek nem jelentősek.
Cserepek: Az előkerült cserépanyagot elküldték a gyöngyösi Mátra Múzeumnak, Fűköh Leventének, aki azokat továbbította az egri megyei múzeumba, Szabó J. József úrnak. Az ő vizsgálatai alapján a cserepek kora 14–15. századi. A napvilágra jött leletek kevés száma miatt még nem lehet következtetéseket levonni az anyagról, ehhez további kutatások szükségesek.
Leletjegyzék
- 1 darab sárgásbarna színű végtagcsont (6 cm)
- 1 darab őrlőfog (zománcos)
- 5 darab vastagfalú cseréptöredék
- 19 darab vékonyfalú cseréptöredék

További kutatások
A Mátrában ez az egyetlen barlang, amelyben tervszerű ásatások folytak, illetőleg remélhetőleg folynak még, és ezek az ásatások eredményesnek is bizonyultak. A területről összehasonlító anyag így csak felszíni lehet. Mivel a Mátrában kevés olyan barlang található, amely régészetileg ígéretes, ezért valószínűleg nem is fogja ezek közül az üregek közül egy sem felülmúlni a Gyula-barlang régészeti jelentőségét. Mindenképpen érdemes tehát a további kutatások folytatása ezen terület e régészetileg fehér foltján. A következő ásatás során az archeológiai és paleontológiai vizsgálatokat malakológiai vizsgálattal is ki kellene egészíteni. Ehhez, és a még pontosabb paleontológiai vizsgálat elvégzéséhez az iszapolással nyert anyaggyűjtés elengedhetetlen lesz. Az iszapolást jelentősen megkönnyíti majd a közelben folyó Csörgő-patak, így az a helyszínen elvégezhető lesz.

## Kutatástörténet
Az 1976-ban befejezett Magyarország barlangleltára című kéziratban az olvasható, hogy a Mátra hegységben lévő Mátraszentistvánon, az Ágasváron helyezkedik el a Gyula-barlang. Az Ágasvártól KDK-re kb. 900 m-re, a Csörgő-völgy É-i oldalában van a bejárata. A völgytalpon nyílik és felette van egy Gyula-barlang feliratú fatábla. A barlang 4 m hosszú, 5,5 m széles és 2,5 m magas. Kamra nagyságú mesterséges üreg. A kézirat barlangra vonatkozó része 1 irodalmi mű alapján lett írva. Az 1984-ben napvilágot látott Magyarország barlangjai című könyv országos barlanglistájában szerepel a Mátra hegység barlangjai között a barlang Gyula-barlang néven. A listához kapcsolódóan látható a Magyarország barlangjainak földrajzi elhelyezkedését áttekintő térképen a barlang földrajzi elhelyezkedése.
Eszterhás István Magyarország nemkarsztos barlangjainak listája című, 1989-ben készült kéziratában az olvasható, hogy a Mátra hegységben, az 5230-as barlangkataszteri területen, Szurdokpüspökin lévő Gyula-barlang ismeretlen kőzetben alakult ki. A barlang ismeretlen méretű. A listában meg van említve az a Magyarországon, nem karsztkőzetben kialakult, létrehozott 220 objektum (203 barlang és 17 mesterséges üreg), amelyek 1989. év végéig váltak ismertté. Magyarországon 4 barlang keletkezett ismeretlen kőzetben. Az összeállítás szerint Kordos László 1984-ben kiadott barlanglistájában fel van sorolva 119 olyan barlang is, amelyek nem karsztkőzetben jöttek létre.
Az Eszterhás István által írt Magyarország nemkarsztos barlangjainak lajstroma című, 1993-ban készült kézirat szerint a Mátra hegységben, az 5230-as barlangkataszteri területen, Mátraszentimrén helyezkedik el a Gyula-barlang. Az andezitben keletkezett barlang 3,6 m hosszú és 2,7 m magas. Az összeállításban fel van sorolva az a Magyarországon, nem karsztkőzetben kialakult, létrehozott 520 objektum (478 barlang és 42 mesterséges üreg), amelyek 1993 végéig ismertté váltak. Magyarországon 178 barlang, illetve mesterségesen létrehozott, barlangnak nevezett üreg alakult ki, lett kialakítva andezitben. A Mátra hegységben 58 barlang jött létre nem karsztkőzetben. 2013. augusztus 12-től a belügyminiszter 43/2013. (VIII. 9.) BM rendelete szerint a Heves megyei, mátraszentimrei, 5230-7 barlangkataszteri számú és 49886 lelőhely-azonosítójú Gyula-barlang régészeti szempontból jelentős barlangnak minősül.